# Günter Reinke
Günter Reinke (* 24. Juli 1946 in Magdeburg) war Fußballspieler im DDR-Fußballspielbetrieb, spielte für die BSG Lok Stendal in der höchsten Spielklasse und wurde später Fußballtrainer, unter anderem beim Erstligisten Stahl Eisenhüttenstadt.

## Sportliche Laufbahn

### Fußballspieler
Reinke spielte zunächst in den Nachwuchsmannschaften des SC Aufbau Magdeburg. In den Spielzeiten 1966/67 und 1967/68 gehörte er zum Oberliga-Aufgebot der Betriebssportgemeinschaft (BSG) Lokomotive Stendal. 1966/67 bestritt Reinke nur zwei Oberligaspiele am 11. und 12. Spieltag. In beiden Begegnungen wurde er in der Abwehr eingesetzt. Auch in der Saison 1967/68 musste er lange auf einen Einsatz in der Oberliga warten. Erst vom 16. Spieltag an wurde er bis zum Saisonende in weiteren zehn Erstligaspielen überwiegend im Mittelfeld aufgeboten. Nach Abschluss der Saison musste Lok Stendal in die DDR-Liga absteigen, dort spielte Reinke noch ein weiteres Jahr für die Altmärker.
Im Sommer 1969 wechselte Reinke zur Polizeisportgemeinschaft Dynamo Frankfurt/Oder in die drittklassige Bezirksliga Frankfurt. Bei der Fusion mit der TSG Fürstenwalde wurde er 1971 von der neuen Sportgemeinschaft Dynamo Fürstenwalde übernommen und spielte mit ihr bis zum Ende der Saison 1971/72 in der DDR-Liga. Danach beendete er seine Laufbahn als Fußballspieler.

### Fußballtrainer
Anschließend setzte Reinke seine sportliche Laufbahn als Fußballtrainer fort. Er wurde zunächst Übungsleiter bei seiner bisherigen Sportgemeinschaft Dynamo Fürstenwalde, wo er bis 1975 tätig war. In den Spielzeiten 1975/76 bis 1976/77 trainierte Reinke den DDR-Ligisten Stahl Eisenhüttenstadt, anschließend für eine Saison die Mannschaft von Einheit Wernigerode, die ebenfalls in der DDR-Liga spielte. 1978 kehrte Reinke nach Magdeburg zurück und wurde Nachwuchstrainer beim 1. FC Magdeburg. Bis 1983 betreute er die Nachwuchsoberliga-Mannschaft. Als 1983 die Nachwuchsoberliga aufgelöst wurde, wechselte Reinke wieder in die DDR-Liga und trainierte sechs Jahre lang die Mannschaft von Motor Schönebeck. Zunächst stiegen die Schönebecker nach einem Jahr ab, es gelang Reinke jedoch, die Mannschaft nach zwei Jahren wieder in die DDR-Liga zu führen. Anschließend sicherte er bis zu seinem Ausscheiden 1989 den Verbleib in der Zweitklassigkeit.
Zu Beginn der Saison 1989/90 übernahm der Diplomsportlehrer Reinke die einzige Erstligamannschaft seiner Karriere. Er wurde Trainer beim Oberliga-Aufsteiger Stahl Eisenhüttenstadt und schaffte es, die Stahlwerker auch in eine zweite Erstligasaison zu führen. Am 22. Oktober 1991 folgte er dem Ruf des BSV Stahl Brandenburg in die 2. Bundesliga. Bei BSV war er bereits der dritte Trainer der laufenden Saison und war dort selbst nur vom 15. bis zum 22. Spieltag tätig. Nachdem der BSV nur die Abstiegsrunde erreicht hatte, wurde Reinke bereits am 9. Januar 1992 wieder entlassen.
Nach einem kurzen Intermezzo bis zum Ende der Saison 1991/92 beim FC Anhalt Dessau in der drittklassigen Oberliga Nordost trainierte Reinke nur noch unterklassige Mannschaften im Raum Magdeburg. 2009 übernahm er den Stadtligisten BSV 79 Magdeburg, den er nach einem Jahr in die siebtklassige Landesklasse Sachsen-Anhalt führte. Heute trainiert er den SV Aufbau/Empor Ost Magdeburg in der Stadtoberliga.